# Franciszek Łuszczewski
Franciszek Łuszczewski  (ur. 4 października 1787 w Warszawie) – kapitan szwoleżerów-lansjerów Cesarstwa Francuskiego.
Był synem Jana i Antoniny Lasockiej. 14 kwietnia 1807 r. wstąpił jako szwoleżer do 1 kompanii 1 Pułku Szwoleżerów-Lansjerów Gwardii Cesarskiej. 1 maja 1807 r. awansował na wachmistrza, a 5 czerwca tego roku na podporucznika 5 kompanii. 21 sierpnia 1809 r. awansował na porucznika, a 11 sierpnia 1812 r. - kapitana w 3 Pułku Eklererów Gwardii Cesarskiej. 11 kwietnia 1813 r. został kapitanem 1 Pułku Szwoleżerów-Lansjerów Gwardii Cesarskiej. Walczył w kampaniach 1808-1813. 7 maja 1811 r. odznaczony został Legią Honorową. 13 sierpnia 1813 r. wziął dymisję.